# Ametroptila semibrevis
Ametroptila semibrevis är en fjärilsart som beskrevs av W. Warren 1901. Ametroptila semibrevis ingår i släktet Ametroptila och familjen sikelvingar. Inga underarter finns listade i Catalogue of Life.